# Piccola proprietà contadina
La piccola proprietà contadina è un particolare modo di conduzione dell'agricoltura in cui la figura del lavoratore viene a coincidere con quella dell'imprenditore agricolo. La sua dimensione è per lo più adeguata alla famiglia del coltivatore.
La mancanza del contrasto d'interessi tra il proprietario ed il lavoratore del terreno (ad es come nel caso della mezzadria), la capacità che tale dimensione della proprietà ha in sé di stimolare continuamente l'agricoltore a migliorare la produzione e quindi il reddito del proprio campo, l'attaccamento alla terra, che solo chi la lavora può veramente sentire, hanno facilitato in passato la soluzione dei problemi dell'agricoltura, disancorandoli dalla crescente scarsità della mano d'opera salariata, la quale, a seguito dei bassi salari e del suo legame instabile con la terra, era sempre più attratta dall'industria.
Oggi la realtà sociale e le aspettative personali, soprattutto in Occidente, hanno indotto una trasformazione, premiando soprattutto le aziende agricole di grandi dimensioni o le associazioni di piccoli contadini che, in questo modo, possono presentarsi uniti agli altri interlocutori di filiera (supermercati, aziende di trasformazione...).